# Gir de Ross

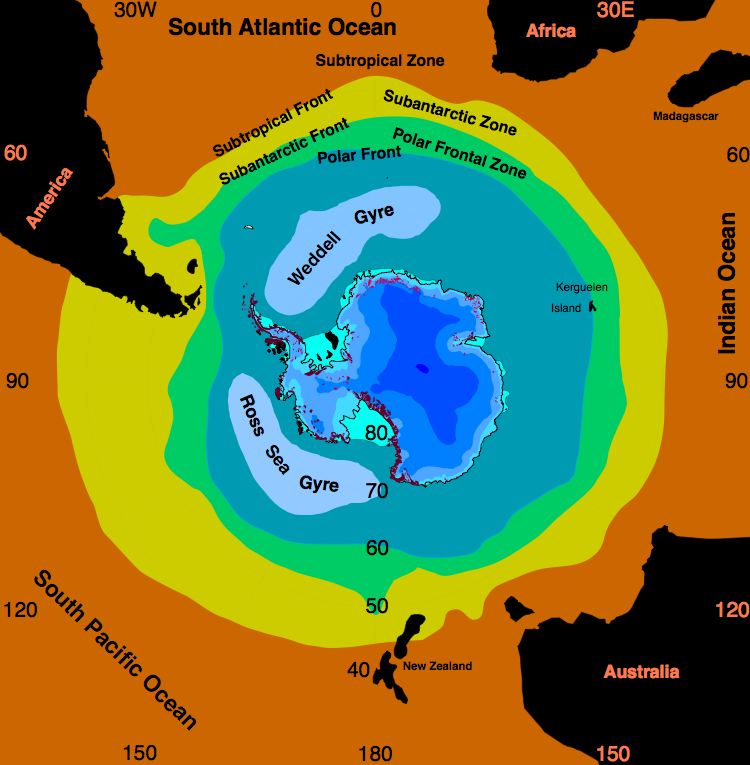
Ubicació del gir de Ross al mar de Ross.

El gir de Ross és un dels dos girs oceànics que tenen lloc a l'oceà Antàrtic. El gir es troba al mar de Ross, i gira en el sentit de les agulles del rellotge. El gir es forma per les interaccions entre el corrent Circumpolar Antàrtic i la plataforma continental Antàrtica.